# Liste der Kulturabkommen Deutschlands
Liste der Staaten, mit denen Deutschland Kulturabkommen abgeschlossen hat.
| Land                          | Bezeichnung | abgeschlossen am      | Bekanntmachung vom | vorläufig angewendet seit | in Kraft getreten am | veröffentlicht im BGBl. Teil II | veröffentlicht im BGBl. Teil II | veröffentlicht im BGBl. Teil II | veröffentlicht im BGBl. Teil II | veröffentlicht im BGBl. Teil II | unterzeichnet von              | unterzeichnet von                   | Weblinks (Wikisource) |
| Land                          | Bezeichnung | abgeschlossen am      | Bekanntmachung vom | vorläufig angewendet seit | in Kraft getreten am | vom                             | Nummer                          | Seite                           | Seite                           | Sprache                         | deutscher Seite                | fremder Seite                       | Weblinks (Wikisource) |
| Land                          | Bezeichnung | abgeschlossen am      | Bekanntmachung vom | vorläufig angewendet seit | in Kraft getreten am | vom                             | Nummer                          | von                             | bis                             | Sprache                         | deutscher Seite                | fremder Seite                       | Weblinks (Wikisource) |
| ----------------------------- | --- | --------------------- | ------------------ | ------------------------- | -------------------- | ------------------------------- | ------------------------------- | ------------------------------- | ------------------------------- | ------------------------------- | ------------------------------ | ----------------------------------- | --------------------- |
| Afghanistan                   | Kulturabkommen zwischen der Bundesrepublik Deutschland und dem Königreich Afghanistan                                                                                                  | 18. April 1961        | 1. Juni 1963       |                           | 14. Juni 1963        | 8. August 1963                  | 27                              | 1069                            | 1074                            | deutsch persisch                | Hans D. Schmidt-Horix          | A. Ahmad Popal                      | Wikisource            |
| Albanien                      | Abkommen zwischen der Regierung der Bundesrepublik Deutschland und der Regierung der Republik Albanien über kulturelle Zusammenarbeit                                                  | 26. November 2015     | 8. Dezember 2015   | 26. November 2015         | 25. März 2019        | 21. Januar 2016                 | 2                               | 32                              | 37                              | deutsch                         | Stephan Steinlein              | Mirela Kumbaro                      | Wikisource            |
| Algerien                      | Abkommen zwischen der Regierung der Bundesrepublik Deutschland und der Regierung der Demokratischen Volksrepublik Algerien über kulturelle und wissenschaftliche Zusammenarbeit        | 13. Juni 2022         | 11. Oktober 2022   |                           |                      | 1. Dezember 2022                | 20                              | 609                             | 613                             | deutsch                         | Katja Keul                     | Chakib Rachid Kaid                  | Wikisource            |
| Angola                        | Abkommen zwischen der Regierung der Bundesrepublik Deutschland und der Regierung der Republik Angola über die Kooperation in den Bereichen Kultur, Bildung und Wissenschaft            | 27. Februar 2009      | 31. März 2009      | 27. Februar 2009          | 8. August 2012       | 19. Mai 2009                    | 15                              | 436                             | 441                             | deutsch                         | Peter Ammon                    | Assunção A. de Sousa Anjos          | Wikisource            |
| Argentinien                   | Abkommen über kulturelle Zusammenarbeit zwischen der Regierung der Bundesrepublik Deutschland und der Regierung der Argentinischen Republik                                            | 29. Juni 1973         | 6. Oktober 1978    |                           | 24. August 1978      | 24. Oktober 1978                | 47                              | 1274                            | 1276                            | deutsch                         | Horst-Krafft Robert            | Juan Carlos Puig                    | Wikisource            |
| Armenien                      | Abkommen zwischen der Regierung der Bundesrepublik Deutschland und der Regierung der Republik Armenien über kulturelle Zusammenarbeit                                                  | 21. Dezember 1995     | 16. Dezember 1999  | 21. Dezember 1995         |                      | 22. Februar 2000                | 6                               | 181                             | 186                             | deutsch                         | Kinkel                         | Wahan Papasian                      | Wikisource            |
| Aserbaidschan                 | Abkommen zwischen der Regierung der Bundesrepublik Deutschland und der Regierung der Aserbaidschanischen Republik über kulturelle Zusammenarbeit                                       | 22. Dezember 1995     | 16. Dezember 1999  | 22. Dezember 1995         |                      | 22. Februar 2000                | 6                               | 186                             | 194                             | deutsch russisch                | Kinkel                         | Hassan Hassanow                     | Wikisource            |
| Äthiopien                     | Abkommen zwischen der Regierung der Bundesrepublik Deutschland und der Regierung der Demokratischen Volksrepublik Äthiopien über kulturelle Zusammenarbeit                             | 16. Juni 1989         | 4. September 1991  |                           | 7. März 1991         | 18. Oktober 1991                | 27                              | 1043                            | 1045                            | deutsch                         | Kurt Stöckl                    | Girma Yilma                         | Wikisource            |
| Australien                    | Abkommen zwischen der Regierung der Bundesrepublik Deutschland und der Regierung von Australien über kulturelle Zusammenarbeit                                                         | 7. November 1997      | 23. Januar 2001    |                           | 15. Juni 2000        | 22. Februar 2001                | 6                               | 196                             | 198                             | deutsch                         | Klaus Zeller                   | Alexander Downer                    | Wikisource            |
| Belarus                       | Abkommen zwischen der Regierung der Bundesrepublik Deutschland und der Regierung der Republik Belarus über kulturelle Zusammenarbeit                                                   | 3. März 1994          | 16. Dezember 1999  | 3. März 1994              |                      | 22. Februar 2000                | 6                               | 194                             | 202                             | deutsch belarussisch            | Kinkel                         | Krautschanka                        | Wikisource            |
| Belgien                       | Kulturabkommen zwischen der Bundesrepublik Deutschland und dem Königreich Belgien | 24. September 1956    | 29. März 1957      |                           | 22. März 1957        | 11. April 1957                  | 5                               | 70                              | 74                              | deutsch französisch flämisch    | von Brentano                   | P. H. Spaak                         | Wikisource            |
| Benin                         | Abkommen zwischen der Regierung der Bundesrepublik Deutschland und der Regierung der Volksrepublik Benin über kulturelle Zusammenarbeit                                                | 28. August 1987       | 24. Juni 1988      |                           | 13. Mai 1988         | 27. Juli 1988                   | 26                              | 656                             | 657                             | deutsch                         | Horst Uhrig                    | Guy Landry Hazoume                  | Wikisource            |
| Bolivien                      | Kulturabkommen zwischen der Bundesrepublik Deutschland und der Republik Bolivien | 4. August 1966        | 2. September 1970  |                           | 21. September 1970   | 23. September 1970              | 47                              | 977                             | 986                             | deutsch spanisch                | Günther C. Motz                | Zenteno Anaya                       | Wikisource            |
| Bosnien und Herzegowina       | Abkommen zwischen der Regierung der Bundesrepublik Deutschland und der Regierung von Bosnien und Herzegowina über Zusammenarbeit in den Bereichen der Kultur, Bildung und Wissenschaft | 21. Juli 2004         | 16. September 2004 | 21. Juli 2004             | 4. Januar 2006       | 12. Oktober 2004                | 33                              | 1442                            | 1446                            | deutsch                         | Kittlitz                       | Mladen                              | Wikisource            |
| Brasilien                     | Kulturabkommen zwischen der Regierung der Bundesrepublik Deutschland und der Regierung der Föderativen Republik Brasilien                                                              | 9. Juni 1969          | 27. Januar 1971    |                           | 17. Dezember 1970    | 13. März 1971                   | 13                              | 117                             | 121                             | deutsch portugiesisch           | Willy Brandt                   | José de Magalhães Pinto             | Wikisource            |
| Bulgarien                     | Abkommen zwischen der Regierung der Bundesrepublik Deutschland und der Regierung der Republik Bulgarien über kulturelle Zusammenarbeit                                                 | 19. März 1996         | 11. November 1997  |                           | 13. August 1997      | 30. Dezember 1997               | 51                              | 2215                            | 2220                            | deutsch                         | Hartmann                       | Greorgi Kostor                      | Wikisource            |
| Chile                         | Kulturabkommen zwischen der Bundesrepublik Deutschland und der Republik Chile | 20. November 1956     | 20. Mai 1959       |                           | 24. Mai 1959         | 30. Mai 1959                    | 22                              | 549                             | 553                             | deutsch spanisch                | Carl R. v. Campe               | Osvaldo Sainte Marie                | Wikisource            |
| China                         | Abkommen zwischen der Regierung der Bundesrepublik Deutschland und der Regierung der Volksrepublik China über kulturelle Zusammenarbeit                                                | 10. November 2005     | 28. November 2005  | 10. November 2005         | 26. Juli 2007        | 18. Januar 2006                 | 2                               | 36                              | 40                              | deutsch                         | Georg Boomgaarden              | Meng Xiaosi                         | Wikisource            |
| Costa Rica                    | Abkommen zwischen der Regierung der Bundesrepublik Deutschland und der Regierung der Republik Costa Rica über kulturelle Zusammenarbeit                                                | 29. August 1979       | 24. August 1981    |                           | 21. Mai 1981         | 16. September 1981              | 28                              | 666                             | 667                             | deutsch                         | Jürgen Scholl                  | Bernd Niehaus                       | Wikisource            |
| Dänemark                      | Abkommen zwischen der Bundesrepublik Deutschland und dem Königreich Dänemark über kulturelle Zusammenarbeit                                                                            | 18. Juni 1974         | 7. Januar 1976     |                           | 2. Dezember 1975     | 20. Januar 1976                 | 4                               | 139                             | 143                             | deutsch                         | Hans-Georg Sachs               | Ove Guldberg                        | Wikisource            |
| Ecuador                       | Kulturabkommen zwischen der Bundesrepublik Deutschland und der Republik Ecuador | 13. März 1969         | 14. September 1970 |                           | 22. März 1970        | 15. Oktober 1970                | 51                              | 1025                            | 1028                            | deutsch spanisch                | Georg Graf zu Pappenheim       | Rogelio Valdivieso Eguiguren        | Wikisource            |
| El Salvador                   | Kulturabkommen zwischen der Regierung der Bundesrepublik Deutschland und der Regierung der Republik El Salvador                                                                        | 2. Dezember 1971      | 9. August 1972     |                           | 30. Juni 1972        | 13. September 1972              | 58                              | 1061                            | 1064                            | deutsch spanisch                | Karl Albers                    | Antonia Portillo de Galindo         | Wikisource            |
| Estland                       | Abkommen zwischen der Regierung der Bundesrepublik Deutschland und der Regierung der Republik Estland über kulturelle Zusammenarbeit                                                   | 29. April 1993        | 16. Dezember 1999  | 13. Juni 1994             | 15. August 2002      | 15. März 2000                   | 10                              | 445                             | 453                             | deutsch estnisch                | Kinkel                         | Velliste                            | Wikisource            |
| Finnland                      | Abkommen zwischen der Regierung der Bundesrepublik Deutschland und der Regierung der Republik Finnland über kulturelle Zusammenarbeit                                                  | 27. September 1978    | 13. Juni 1979      |                           | 25. April 1979       | 4. Juli 1979                    | 29                              | 749                             | 750                             | deutsch                         | Simon                          | Matti Tuovinen                      | Wikisource            |
| Frankreich                    | Kulturabkommen zwischen der Regierung der Bundesrepublik Deutschland und der Regierung der Französischen Republik                                                                      | 23. Oktober 1954      | 23. September 1955 |                           | 28. Juli 1955        | 29. September 1955              | 22                              | 885                             | 889                             | deutsch französisch             | Adenauer                       | Pierre Mendès France, Jean Berthoin | Wikisource            |
| Georgien                      | Abkommen zwischen der Regierung der Bundesrepublik Deutschland und der Regierung der Republik Georgien über kulturelle Zusammenarbeit                                                  | 25. Juni 1993         | 16. Dezember 1999  | 23. Dezember 1994         |                      | 22. Februar 2000                | 6                               | 202                             | 208                             | deutsch                         | Kinkel                         | Aleksandre Tschikwaidse             | Wikisource            |
| Griechenland                  | Kulturabkommen zwischen der Bundesrepublik Deutschland und dem Königreich Griechenland                                                                                                 | 17. Mai 1956          | 13. Juni 1957      |                           | 16. Juni 1957        | 26. Juni 1957                   | 15                              | 501                             | 506                             | deutsch griechisch              | von Brentano                   | S. I. Theotokis                     | Wikisource            |
| Großbritannien                | Kulturabkommen zwischen der Bundesrepublik Deutschland und dem Vereinigten Königreich von Großbritannien und Nordirland                                                                | 18. April 1958        | 17. April 1959     |                           | 17. April 1959       | 28. April 1959                  | 19                              | 449                             | 453                             | deutsch englisch                | von Brentano                   | Selwyn Lloyd                        | Wikisource            |
| Guatemala                     | Abkommen zwischen der Regierung der Bundesrepublik Deutschland und der Regierung der Republik Guatemala über kulturelle Zusammenarbeit                                                 | 1. Oktober 1990       | 7. Dezember 1992   |                           | 23. April 1992       | 16. Januar 1993                 | 2                               | 62                              | 65                              | deutsch                         | Henning Dodenberg              | Mario Hugo Rosal Garcia             | Wikisource            |
| Guinea                        | Kulturabkommen zwischen der Bundesrepublik Deutschland und der Republik Guinea | 23. November 1967     | 22. Juli 1987      |                           | 13. Juni 1987        | 13. August 1987                 | 19                              | 428                             | 430                             | deutsch                         | Haas                           | Bangoura Kassory                    | Wikisource            |
| Indien                        | Kulturabkommen zwischen der Bundesrepublik Deutschland und Indien | 20. März 1969         | 19. August 1969    |                           | 11. September 1969   | 3. September 1969               | 60                              | 1713                            | 1723                            | deutsch englisch hindi          | G. F. Duckwitz                 | S. Chakravarti                      | Wikisource            |
| Indonesien                    | Abkommen zwischen der Regierung der Bundesrepublik Deutschland und der Regierung der Republik Indonesien über kulturelle Zusammenarbeit                                                | 28. September 1988    | 5. Dezember 1990   |                           | 2. April 1990        | 21. Februar 1991                | 5                               | 433                             | 436                             | deutsch englisch                | Theodor Wallau                 | Moerdani                            | Wikisource            |
| Irak                          | Abkommen zwischen der Regierung der Bundesrepublik Deutschland und der Regierung der Republik Irak über kulturelle Zusammenarbeit                                                      | 5. Mai 1982           | 23. Februar 1983   |                           | 7. Februar 1983      | 16. März 1983                   | 7                               | 177                             | 178                             | deutsch                         | Hermann Holzheimer             | Abdul-Razak al-Hashimi              | Wikisource            |
| Irland                        | Abkommen zwischen der Regierung der Bundesrepublik Deutschland und der Regierung von Irland über kulturelle Zusammenarbeit                                                             | 10. Februar 1983      | 7. Februar 1984    |                           | 17. Februar 1984     | 24. Februar 1984                | 6                               | 187                             | 188                             | deutsch                         | Carl Lahusen                   | Peter Barry                         | Wikisource            |
| Israel                        | Vereinbarung zwischen der Regierung der Bundesrepublik Deutschland und der Regierung des Staates Israel über die Umwandlung des deutschen Kulturzentrums                               | 11. 22. Dezember 1978 | 24. Januar 1979    |                           | 22. Dezember 1978    | 16. Februar 1979                | 7                               | 123                             | 125                             | deutsch                         | Klaus Schütz                   | Mosche Dajan                        | Wikisource            |
| Italien                       | Kulturabkommen zwischen der Bundesrepublik Deutschland und der Italienischen Republik                                                                                                  | 8. Februar 1956       | 6. Februar 1958    |                           | 9. Dezember 1957     | 22. Februar 1958                | 5                               | 77                              | 84                              | deutsch italienisch             | von Brentano                   | G. Martino                          | Wikisource            |
| Japan                         | Kulturabkommen zwischen der Bundesrepublik Deutschland und Japan | 14. Februar 1957      | 3. Oktober 1957    |                           | 10. Oktober 1957     | 10. Oktober 1957                | 33                              | 1461                            | 1466                            | deutsch japanisch               | Hallstein                      | Kishi Nobusuke                      | Wikisource            |
| Jemen                         | Abkommen zwischen der Regierung der Bundesrepublik Deutschland und der Regierung der Republik Jemen über kulturelle und wissenschaftliche Zusammenarbeit                               | 4. Juni 2002          | 16. Dezember 2009  |                           | 26. August 2007      | 26. Januar 2010                 | 2                               | 42                              | 43                              | deutsch                         | Ludger Volmer                  | Abdulwahab al-Rawhani               | Wikisource            |
| Jordanien                     | Abkommen zwischen der Regierung der Bundesrepublik Deutschland und der Regierung des Haschemitischen Königreichs Jordanien über kulturelle Zusammenarbeit                              | 29. August 1979       | 6. Juli 1982       |                           | 5. Februar 1982      | 16. Juli 1982                   | 28                              | 682                             | 684                             | deutsch                         | Hans-Dietrich Genscher         | Adnan Abu Odeh                      | Wikisource            |
| Jugoslawien                   | Abkommen über kulturelle und wissenschaftliche Zusammenarbeit zwischen der Bundesrepublik Deutschland und der Sozialistischen Föderativen Republik Jugoslawien                         | 23. Juli 1969         | 22. Dezember 1970  |                           | 26. Januar 1970      | 30. Dezember 1970               | 67                              | 1375                            | 1379                            | deutsch serbokroatisch          | Willy Brandt                   | Mirko Tepavac                       | Wikisource            |
| Kamerun                       | Abkommen zwischen der Regierung der Bundesrepublik Deutschland und der Regierung der Republik Kamerun über kulturelle und wissenschaftliche Zusammenarbeit                             | 27. Juni 1988         | 15. März 1989      |                           | 14. Februar 1989     | 12. April 1989                  | 14                              | 348                             | 350                             | deutsch                         | Reiche                         | Jacques-Roger Booh-Booh             | Wikisource            |
| Kanada                        | Abkommen über kulturelle Zusammenarbeit zwischen der Regierung der Bundesrepublik Deutschland und der Regierung von Kanada                                                             | 3. März 1975          | 16. Dezember 1975  |                           | 6. November 1975     | 24. Januar 1976                 | 6                               | 189                             | 190                             | deutsch                         | Gehlhoff                       | Gordon G. Crean                     | Wikisource            |
| Kasachstan                    | Abkommen zwischen der Regierung der Bundesrepublik Deutschland und der Regierung der Republik Kasachstan über kulturelle Zusammenarbeit                                                | 16. Dezember 1994     | 16. Dezember 1999  | 16. Dezember 1994         | 5. Juni 2003         | 15. März 2000                   | 10                              | 462                             | 470                             | deutsch russisch                | Bracklo                        | Kassymshomart Tokajew               | Wikisource            |
| Kenia                         | Abkommen zwischen der Regierung der Bundesrepublik Deutschland und der Regierung der Republik Kenia über kulturelle Zusammenarbeit                                                     | 21. Mai 1987          | 21. Juli 1988      |                           | 29. Juni 1988        | 25. August 1988                 | 28                              | 689                             | 692                             | deutsch                         | J. Ruhfus                      | M. P. Omwony                        | Wikisource            |
| Kirgisistan                   | Abkommen zwischen der Regierung der Bundesrepublik Deutschland und der Regierung der Kirgisischen Republik über kulturelle Zusammenarbeit                                              | 23. August 1993       | 25. Juli 2000      | 5. April 1994             | 22. Juli 2002        | 18. September 2000              | 28                              | 1139                            | 1144                            | deutsch                         | Bracklo                        | Nazarmatov                          | Wikisource            |
| Kolumbien                     | Kulturabkommen zwischen der Bundesrepublik Deutschland und der Republik Kolumbien | 11. Oktober 1960      | 8. November 1965   |                           | 18. November 1965    | 30. Dezember 1965               | 52                              | 1949                            | 1952                            | deutsch spanisch                | Anton Mohrmann                 | Cesar Turbay Ayala                  | Wikisource            |
| Korea                         | Kulturabkommen zwischen der Regierung der Bundesrepublik Deutschland und der Regierung der Republik Korea                                                                              | 16. Mai 1970          | 22. August 1972    |                           | 16. August 1972      | 19. Oktober 1972                | 65                              | 1461                            | 1465                            | deutsch englisch                | Scheel                         | Kyu Hah Choy                        | Wikisource            |
| Kosovo                        | Abkommen zwischen der Regierung der Bundesrepublik Deutschland und der Regierung der Republik Kosovo über kulturelle Zusammenarbeit                                                    | 12. September 2012    | 21. Oktober 2013   |                           | 14. Juni 2013        | 22. November 2013               | 33                              | 1538                            | 1543                            | deutsch                         | Ernst Wolfgang Reichel         | Enver Hoxhaj                        | Wikisource            |
| Kroatien                      | Abkommen zwischen der Regierung der Bundesrepublik Deutschland und der Regierung der Republik Kroatien über kulturelle Zusammenarbeit                                                  | 26. August 1994       | 18. Mai 1998       |                           | 23. Januar 1998      | 8. Juli 1998                    | 23                              | 1161                            | 1164                            | deutsch                         | Kinkel                         | M. Granić                           | Wikisource            |
| Kuwait                        | Abkommen zwischen der Regierung der Bundesrepublik Deutschland und der Regierung des Staates Kuwait über kulturelle Zusammenarbeit                                                     | 12. Juni 1989         | 2. August 1990     |                           | 23. Mai 1990         | 13. September 1990              | 33                              | 861                             | 864                             | deutsch englisch                | Bernd Wulffen                  | Faruk Al-Omar                       | Wikisource            |
| Lettland                      | Abkommen zwischen der Regierung der Bundesrepublik Deutschland und der Regierung der Republik Lettland über kulturelle Zusammenarbeit                                                  | 20. April 1993        | 16. Dezember 1999  | 7. September 1994         |                      | 15. März 2000                   | 10                              | 454                             | 461                             | deutsch lettisch                | Kinkel                         | Andrejevs                           | Wikisource            |
| Libanon                       | Abkommen zwischen der Regierung der Bundesrepublik Deutschland und der Regierung der Libanesischen Republik über kulturelle Zusammenarbeit                                             | 9. April 2003         | 30. April 2003     | 9. April 2003             | 8. April 2015        | 18. Juni 2003                   | 14                              | 529                             | 533                             | deutsch                         | Gisela Kaempffe-Sikora         | Ghassan Salamé                      | Wikisource            |
| Litauen                       | Abkommen zwischen der Regierung der Bundesrepublik Deutschland und der Regierung der Republik Litauen über kulturelle Zusammenarbeit                                                   | 21. Juli 1993         | 2. November 2005   | 5. August 1994            |                      | 12. Januar 2006                 | 1                               | 13                              | 18                              | deutsch                         | Kinkel                         | Gylys                               | Wikisource            |
| Luxemburg                     | Vertrag zwischen der Bundesrepublik Deutschland und dem Großherzogtum Luxemburg über kulturelle Zusammenarbeit                                                                         | 28. Oktober 1980      | 29. März 1982      |                           | 1. März 1982         | 20. April 1982                  | 17                              | 440                             | 441                             | deutsch                         | Lautenschlager                 | Georges Heisbourg                   | Wikisource            |
| Malta                         | Abkommen zwischen der Regierung der Bundesrepublik Deutschland und der Regierung von Malta über kulturelle Zusammenarbeit                                                              | 27. Februar 1974      | 7. Mai 1974        |                           | 27. Februar 1974     | 31. Mai 1974                    | 31                              | 778                             | 779                             | deutsch                         | Steinbach                      | Agatha Barbara                      | Wikisource            |
| Marokko                       | Abkommen zwischen der Regierung der Bundesrepublik Deutschland und der Regierung des Königreichs Marokko über kulturelle Zusammenarbeit                                                | 6. Oktober 1987       | 28. Februar 1990   |                           | 15. Januar 1990      | 29. März 1990                   | 10                              | 189                             | 193                             | deutsch französisch             | J. Ruhfus                      | Mohamed Benaissa                    | Wikisource            |
| Mazedonien                    | Abkommen zwischen der Regierung der Bundesrepublik Deutschland und der mazedonischen Regierung über kulturelle Zusammenarbeit                                                          | 16. Oktober 1997      | 25. Mai 1999       |                           | 13. Januar 1999      | 25. Juni 1999                   | 15                              | 460                             | 464                             | deutsch                         | Kinkel                         | Blagoi Handžiski                    | Wikisource            |
| Mexiko                        | Abkommen zwischen der Regierung der Bundesrepublik Deutschland und der Regierung der Vereinigten Mexikanischen Staaten über kulturelle Zusammenarbeit                                  | 1. Februar 1977       | 5. Mai 1978        |                           | 3. März 1978         | 1. Juni 1978                    | 27                              | 841                             | 843                             | deutsch                         | Peter Hermes                   | Santiago Roel Garcia                | Wikisource            |
| Moldau                        | Abkommen zwischen der Regierung der Bundesrepublik Deutschland und der Regierung der Republik Moldau über kulturelle Zusammenarbeit                                                    | 11. Oktober 1995      | 16. Dezember 1999  | 11. Oktober 1995          |                      | 22. Februar 2000                | 6                               | 208                             | 216                             | deutsch rumänisch               | Kinkel                         | Mihail Cibotaru                     | Wikisource            |
| Mongolei                      | Abkommen zwischen der Regierung der Bundesrepublik Deutschland und der Regierung der Mongolei über kulturelle Zusammenarbeit                                                           | 16. September 1997    | 29. Juli 1998      |                           | 15. Juni 1998        | 11. September 1998              | 35                              | 2266                            | 2270                            | deutsch                         | Kinkel                         | Altangerel                          | Wikisource            |
| Mosambik                      | Abkommen zwischen der Regierung der Bundesrepublik Deutschland und der Regierung der Republik Mosambik über kulturelle Zusammenarbeit                                                  | 15. Januar 1997       | 16. Dezember 2009  |                           | 13. Mai 2009         | 19. Januar 2010                 | 1                               | 12                              | 15                              | deutsch                         | Helmut Rau                     | Frances Rodrigues                   | Wikisource            |
| Myanmar                       | Abkommen zwischen der Regierung der Bundesrepublik Deutschland und der Regierung der Republik der Union Myanmar über kulturelle Zusammenarbeit                                         | 15. Juli 2013         | 1. Februar 2016    |                           | 20. April 2015       | 8. März 2016                    | 6                               | 256                             | 261                             | deutsch                         | Cornelia Pieper                | U Than Swe                          | Wikisource            |
| Namibia                       | Abkommen zwischen der Regierung der Bundesrepublik Deutschland und der Regierung der Republik Namibia über kulturelle Zusammenarbeit                                                   | 5. Juni 1991          | 24. Juni 1994      |                           | 28. Januar 1994      | 6. August 1994                  | 35                              | 1229                            | 1232                            | deutsch                         | H. Ganns                       | Wentworth                           | Wikisource            |
| Nepal                         | Abkommen zwischen der Regierung der Bundesrepublik Deutschland und Seiner Majestät Regierung von Nepal über kulturelle Zusammenarbeit                                                  | 12. August 1992       | 29. November 1993  |                           | 6. September 1993    | 20. Januar 1994                 | 4                               | 110                             | 114                             | deutsch englisch                | Schneller                      | Shailendra Kumar Upadhyaya          | Wikisource            |
| Nicaragua                     | Abkommen zwischen der Regierung der Bundesrepublik Deutschland und der Regierung der Republik Nicaragua über kulturelle Zusammenarbeit                                                 | 29. Oktober 1992      | 23. Juni 1999      |                           | 25. Januar 1999      | 22. Juli 1999                   | 18                              | 567                             | 569                             | deutsch                         | Helmut Schöps                  | Ernesto Leal                        | Wikisource            |
| Niederlande                   | Kulturabkommen zwischen der Bundesrepublik Deutschland und dem Königreich der Niederlande                                                                                              | 27. April 1961        | 12. April 1962     |                           | 21. April 1962       | 29. Mai 1962                    | 13                              | 497                             | 500                             | deutsch niederländisch          | Josef Löns                     | Joseph Luns                         | Wikisource            |
| Nigeria                       | Abkommen zwischen der Regierung der Bundesrepublik Deutschland und der Regierung der Bundesrepublik Nigeria über kulturelle Zusammenarbeit                                             | 17. Dezember 1999     | 1. März 2022       |                           | 25. November 2021    | 7. April 2022                   | 7                               | 207                             | 210                             | deutsch                         | Armin Hiller                   | Ojo Maduekwe                        | Wikisource            |
| Norwegen                      | Kulturabkommen zwischen der Bundesrepublik Deutschland und dem Königreich Norwegen | 29. Mai 1956          | 25. Februar 1957   |                           | 9. März 1957         | 1. März 1957                    | 3                               | 28                              | 29                              | deutsch norwegisch              | von Brentano                   | Halvard Lange                       | Wikisource            |
| Pakistan                      | Kulturabkommen zwischen der Bundesrepublik Deutschland und Pakistan | 9. November 1961      | 12. Dezember 1962  |                           | 30. Dezember 1962    | 24. Januar 1963                 | 2                               | 43                              | 45                              | deutsch englisch                | Sabelberg                      | Akhtar Husain                       | Wikisource            |
| Paraguay                      | Abkommen zwischen der Regierung der Bundesrepublik Deutschland und der Regierung der Republik Paraguay über kulturelle Zusammenarbeit                                                  | 23. Juni 1993         | 6. Dezember 1994   |                           | 19. August 1994      | 11. Januar 1995                 | 1                               | 23                              | 24                              | deutsch                         | Heinz Schneppen                | Alexis Frutos Vaesken               | Wikisource            |
| Peru                          | Kulturabkommen zwischen der Bundesrepublik Deutschland und der Republik Peru | 20. November 1964     | 27. Januar 1966    |                           | 14. Januar 1966      | 1. März 1966                    | 6                               | 77                              | 79                              | deutsch spanisch                | Heinrich Northe                | Schwalb                             | Wikisource            |
| Philippinen                   | Abkommen zwischen der Regierung der Bundesrepublik Deutschland und der Regierung der Republik der Philippinen über kulturelle Zusammenarbeit                                           | 13. April 1983        | 8. Oktober 1985    |                           | 20. September 1985   | 6. November 1985                | 35                              | 1152                            | 1154                            | deutsch                         | Hildegunde Feilner             | Romulo                              | Wikisource            |
| Polen                         | Abkommen zwischen der Regierung der Bundesrepublik Deutschland und der Regierung der Republik Polen über kulturelle Zusammenarbeit                                                     | 14. Juli 1997         | 15. März 1999      |                           | 4. Januar 1999       | 27. April 1999                  | 11                              | 348                             | 351                             | deutsch                         | Kinkel                         | Rosati                              | Wikisource            |
| Portugal                      | Kulturabkommen zwischen der Bundesrepublik Deutschland und Portugal | 22. Oktober 1965      | 9. Dezember 1966   |                           | 29. Dezember 1966    | 14. Januar 1967                 | 3                               | 722                             | 724                             | deutsch portugiesisch           | Herbert Schaffarczyk           | Alberto Franco Nogueira             | Wikisource            |
| Ruanda                        | Abkommen zwischen der Regierung der Bundesrepublik Deutschland und der Regierung der Republik Ruanda über kulturelle Zusammenarbeit                                                    | 23. Mai 1990          | 4. September 1991  |                           | 2. April 1991        | 18. Oktober 1991                | 27                              | 1046                            | 1049                            | deutsch                         | Uwe Schramm                    | Casimir Bizimungu                   | Wikisource            |
| Rumänien                      | Abkommen zwischen der Regierung der Bundesrepublik Deutschland und der Regierung von Rumänien über kulturelle Zusammenarbeit                                                           | 16. Mai 1995          | 16. Dezember 1999  | 12. August 1996           |                      | 22. Februar 2000                | 6                               | 216                             | 224                             | deutsch rumänisch               | Hartmann                       | Dohotaru                            | Wikisource            |
| Russland                      | Abkommen zwischen der Regierung der Bundesrepublik Deutschland und der Regierung der Russischen Föderation über kulturelle Zusammenarbeit                                              | 16. Dezember 1992     | 8. Juli 1993       |                           | 18. Mai 1993         | 20. August 1993                 | 29                              | 1256                            | 1260                            | deutsch                         | Helmut Kohl                    | Tschernomyrdin                      | Wikisource            |
| Saudi-Arabien                 | Abkommen zwischen der Regierung der Bundesrepublik Deutschland und der Regierung des Königreichs Saudi-Arabien über kulturelle Zusammenarbeit                                          | 17. November 1987     | 7. Dezember 2006   |                           | 2. April 2006        | 5. Februar 2007                 | 2                               | 47                              | 49                              | deutsch                         | Hans-Dietrich Genscher         | Prinz Saud al-Faisal                | Wikisource            |
| Senegal                       | Kulturabkommen zwischen der Regierung der Bundesrepublik Deutschland und der Regierung der Republik Senegal                                                                            | 23. September 1968    | 18. November 1970  |                           | 1. Juli 1969         | 5. Dezember 1970                | 60                              | 1224                            | 1226                            | deutsch französisch             | Brandt                         | Gabriel d'Arboussier                | Wikisource            |
| Simbabwe                      | Abkommen zwischen der Regierung der Bundesrepublik Deutschland und der Regierung der Republik Simbabwe über die Zusammenarbeit in den Bereichen Kultur, Erziehung und Wissenschaft     | 29. März 1996         | 4. Juni 1998       |                           | 4. Februar 1998      | 21. Juli 1998                   | 26                              | 1403                            | 1406                            | deutsch                         | Norwin Gf. Leutrum             | Mangwende                           | Wikisource            |
| Singapur                      | Abkommen zwischen der Regierung der Bundesrepublik Deutschland und der Regierung der Republik Singapur über kulturelle und wissenschaftliche Zusammenarbeit                            | 31. Mai 1990          | 6. Februar 1992    |                           | 23. August 1991      | 26. Februar 1992                | 7                               | 178                             | 179                             | deutsch                         | Hans-Dietrich Genscher         | Wong Kan Seng                       | Wikisource            |
| Slowakei                      | Abkommen zwischen der Regierung der Bundesrepublik Deutschland und der Regierung der Slowakischen Republik über kulturelle Zusammenarbeit                                              | 1. Mai 1997           | 22. September 1998 |                           | 28. Mai 1998         | 27. Oktober 1998                | 45                              | 2764                            | 2767                            | deutsch                         | Kinkel                         | Hamizik                             | Wikisource            |
| Slowenien                     | Abkommen zwischen der Regierung der Bundesrepublik Deutschland und der Regierung der Republik Slowenien über kulturelle Zusammenarbeit                                                 | 18. Juni 1993         | 22. August 1994    |                           | 28. Juni 1994        | 27. September 1994              | 44                              | 2464                            | 2468                            | deutsch                         | Kinkel                         | Lojze Peterle                       | Wikisource            |
| Somalia                       | Abkommen zwischen der Regierung der Bundesrepublik Deutschland und der Regierung der Demokratischen Republik Somalia über kulturelle Zusammenarbeit                                    | 29. September 1988    | 6. April 1990      |                           | 15. März 1990        | 25. April 1990                  | 14                              | 321                             | 323                             | deutsch                         | A.-M. Peters                   | Abdullahi Mohamed Mire              | Wikisource            |
| Spanien                       | Kulturabkommen zwischen der Regierung der Bundesrepublik Deutschland und der Spanischen Regierung                                                                                      | 10. Dezember 1954     | 8. Mai 1956        |                           | 14. März 1956        | 15. Mai 1956                    | 14                              | 558                             | 560                             | deutsch spanisch                | Adenauer                       | Antonio Maria Aguirre               | Wikisource            |
| Südafrika                     | Abkommen zwischen der Regierung der Bundesrepublik Deutschland und der Regierung der Republik Südafrika über kulturelle Zusammenarbeit                                                 | 10. März 1998         | 23. März 2000      |                           | 10. Januar 2000      | 8. Mai 2000                     | 16                              | 695                             | 698                             | deutsch                         | Werner Hoyer                   | Nzo                                 | Wikisource            |
| Tadschikistan                 | Abkommen zwischen der Regierung der Bundesrepublik Deutschland und der Regierung der Republik Tadschikistan über kulturelle Zusammenarbeit                                             | 22. August 1995       | 16. Dezember 1999  | 22. August 1995           | 18. Juni 2003        | 22. Februar 2000                | 6                               | 225                             | 232                             | deutsch russisch                | Karl Heinz Kuhna               | Talbak Nasarow                      | Wikisource            |
| Tansania                      | Abkommen zwischen der Regierung der Bundesrepublik Deutschland und der Regierung der Vereinigten Republik Tansania über kulturelle Zusammenarbeit                                      | 16. Oktober 1989      | 30. November 1992  |                           | 16. Juni 1992        | 16. Januar 1993                 | 2                               | 45                              | 47                              | deutsch                         | Ch. Steffler                   | Ashour Ali Abbas                    | Wikisource            |
| Thailand                      | Abkommen zwischen der Regierung der Bundesrepublik Deutschland und der Regierung des Königreichs Thailand über kulturelle Zusammenarbeit                                               | 24. März 1983         | 13. August 1984    |                           | 25. Juli 1984        | 4. September 1984               | 28                              | 789                             | 791                             | deutsch                         | Hans-Dietrich Genscher         | Siddhi Savetsila                    | Wikisource            |
| Tschechische Republik         | Abkommen zwischen der Regierung der Bundesrepublik Deutschland und der Regierung der Tschechischen Republik über kulturelle Zusammenarbeit                                             | 30. September 1999    | 8. November 1999   | 30. September 1999        | 15. Juni 2001        | 17. Dezember 1999               | 33                              | 1057                            | 1060                            | deutsch                         | Christoph Zöpel                | Jan Kavan                           | Wikisource            |
| Tunesien                      | Kulturabkommen zwischen der Bundesrepublik Deutschland und der Tunesischen Republik | 19. Juli 1966         | 22. März 1967      |                           | 13. März 1967        | 13. April 1967                  | 16                              | 1210                            | 1213                            | deutsch französisch             | Schröder                       | Habib Bourguiba jr.                 | Wikisource            |
| Türkei                        | Kulturabkommen zwischen der Bundesrepublik Deutschland und der Türkischen Republik | 8. Mai 1957           | 30. August 1958    |                           | 9. Juni 1958         | 5. September 1958               | 23                              | 336                             | 340                             | deutsch türkisch                | von Brentano                   | E. Menderes                         | Wikisource            |
| Turkmenistan                  | Abkommen zwischen der Regierung der Bundesrepublik Deutschland und der Regierung von Turkmenistan über kulturelle Zusammenarbeit                                                       | 28. August 1997       | 16. Dezember 1999  | 28. August 1997           | 19. Juni 2002        | 15. März 2000                   | 10                              | 471                             | 478                             | deutsch russisch                | Hans von Ploetz                | Aidogdyjew                          | Wikisource            |
| Ukraine                       | Abkommen zwischen der Regierung der Bundesrepublik Deutschland und der Regierung der Ukraine über kulturelle Zusammenarbeit                                                            | 15. Februar 1993      | 12. August 1993    |                           | 19. Juli 1993        | 7. September 1993               | 31                              | 1736                            | 1740                            | deutsch                         | Kinkel                         | Slenko                              | Wikisource            |
| Ungarn                        | Abkommen zwischen der Regierung der Bundesrepublik Deutschland und der Regierung der Republik Ungarn über kulturelle Zusammenarbeit                                                    | 1. März 1994          | 16. Dezember 1999  | 1. März 1994              | 7. Juni 2005         | 15. März 2000                   | 10                              | 479                             | 486                             | deutsch ungarisch               | Helmut Kohl                    | Péter Boross                        | Wikisource            |
| Uruguay                       | Abkommen zwischen der Regierung der Bundesrepublik Deutschland und der Regierung der Republik Östlich des Uruguay über kulturelle Zusammenarbeit                                       | 22. Juni 1987         | 21. Juli 1989      |                           | 8. Mai 1989          | 1. September 1989               | 30                              | 734                             | 735                             | deutsch                         | Hans-Dietrich Genscher         | Adela Reta                          | Wikisource            |
| Usbekistan                    | Abkommen zwischen der Regierung der Bundesrepublik Deutschland und der Regierung der Republik Usbekistan über kulturelle Zusammenarbeit                                                | 28. April 1993        | 16. Dezember 1999  | 13. April 1994            | 20. Februar 2002     | 22. Februar 2000                | 6                               | 233                             | 241                             | deutsch russisch                | Kinkel                         | Safaew                              | Wikisource            |
| Venezuela                     | Rahmenabkommen zwischen der Regierung der Bundesrepublik Deutschland und der Regierung der Republik Venezuela über kulturelle Zusammenarbeit                                           | 8. April 1987         | 12. April 1988     |                           | 2. März 1988         | 3. Mai 1988                     | 17                              | 442                             | 444                             | deutsch                         | Hans-Dietrich Genscher         | Simón Alberto Consalvi              | Wikisource            |
| Vereinigte Arabische Republik | Kulturabkommen zwischen der Bundesrepublik Deutschland und der Vereinigten Arabischen Republik                                                                                         | 11. November 1959     | 20. Oktober 1960   |                           | 16. Oktober 1960     | 28. Oktober 1960                | 55                              | 2351                            | 2355                            | deutsch arabisch englisch       | Albert Hilger van Scherpenberg | Kamal el-Din Hussein                | Wikisource            |
| Vietnam                       | Abkommen zwischen der Regierung der Bundesrepublik Deutschland und der Regierung der Sozialistischen Republik Vietnam über kulturelle Zusammenarbeit                                   | 10. Mai 1990          | 5. September 1991  |                           | 6. März 1991         | 18. Oktober 1991                | 27                              | 1050                            | 1051                            | deutsch                         | Hans-Dietrich Genscher         | Nguyễn Cơ Thạch                     | Wikisource            |
| Zentralafrikanische Republik  | Abkommen zwischen der Regierung der Bundesrepublik Deutschland und der Regierung der Zentralafrikanischen Republik über kulturelle Zusammenarbeit                                      | 10. November 1988     | 7. Mai 1991        |                           | 2. Januar 1991       | 18. Juni 1991                   | 16                              | 736                             | 737                             | deutsch                         | Helmut Schäfer                 | Gbezera-Bria                        | Wikisource            |
| Republik Zypern               | Kulturabkommen zwischen der Regierung der Bundesrepublik Deutschland und der Regierung der Republik Zypern                                                                             | 4. Februar 1971       | 9. Juni 1972       |                           | 5. Februar 1972      | 29. Juni 1972                   | 38                              | 689                             | 691                             | deutsch                         | Sigismund Frhr. v. Braun       | Kyprianou                           | Wikisource            |

Mit den Vereinigten Staaten von Amerika hat Deutschland ein Abkommen zum deutsch-amerikanischen Kulturaustausch getroffen, die seit dem 9. April 1953 in Kraft ist.